# Кукушата (Секретные материалы)
«Кукушата» (англ. «Roadrunners») — 4-й эпизод 8-го сезона сериала «Секретные материалы». Премьера состоялась 26 ноября 2000 года на телеканале FOX. Эпизод принадлежит к типу «монстр недели» и никак не связан с основной «мифологией сериала», заданной в первой серии.
Режиссёр — Род Харди, автор сценария — Винс Гиллиган, приглашённые звёзды — Конор О'Фаррелл, Уильям О'Лири, Лоуренс Прессман, Расти Швиммер, Дэвид Бэрри Грей, Тодд Джеффрис и Брайан Дилбек.
В США серия получила рейтинг домохозяйств Нильсена, равный 8,3, который означает, что в день выхода серию посмотрели 13,6 миллиона человек.
Главные герои серии — Дана Скалли (Джиллиан Андерсон) и её новый напарник Джон Доггетт (Роберт Патрик), агенты ФБР, расследующие сложно поддающиеся научному объяснению преступления, называемые «Секретными материалами».

## Сюжет
Скалли, работая в одиночку, сталкивается с культом, поклоняющимся слизнеподобному паразиту, считая его Вторым пришествием Иисуса. Но пока она пытается помочь раненому незнакомцу, её также заражают этим паразитом.